# Skala Wechslera
Skala Wechslera – skala testu psychologicznego znormalizowana tak, aby średnia w populacji wynosiła 10, a odchylenie standardowe 3. W skali jest 19 jednostek. 
Skala IQ Wechslera jest znormalizowana tak, aby średnia w populacji wynosiła 100, odchylenie standardowe 15. W skali jest 120 jednostek. Skala ta jest używana w teście inteligencji WAIS.
Nazwa eponimiczna upamiętnia amerykańskiego psychologa Davida Wechslera, który opracował skalę.